# Arne Anderberg
Arne Alfred Anderberg, född 2 januari 1954, är en svensk botaniker, professor och var enhetsschef vid Naturhistoriska riksmuseet fram till 2020. Anderberg disputerade 1985 vid Stockholms universitet på avhandlingen Studies in the Inuleae-Inulinae (Compositae), blev docent där 1990 och är professor sedan 2001.
Anderberg intresserar sig särskilt för fylogenetiska samband inom ordningen Ericales. Han är expert på familjerna Korgblommiga växter (Asteraceae), Ljungväxter (Ericaceae) och Viveväxter (Primulaceae).
Anderberg är medförfattare till Den virtuella floran.